# Вечный фашизм
«Ве́чный фаши́зм» (итал. Fascismo eterno, англ. Ur-Fascism) — эссе итальянского писателя, философа, специалиста по семиотике и средневековой эстетике Умберто Эко. В основу сочинения легла лекция, прочитанная автором 25 апреля 1995 года на семинаре, организованном департаментом французского и итальянского языков Колумбийского университета и затем изданная в составе сборников и отдельно на английском, итальянском и других языках.

## Публикации
Эссе было впервые опубликовано 22 июня 1995 года в американском издании The New York Review of Books под заголовком «Ur-Fascism. Freedom and liberation are an unending task» (с англ. — «Ур-фашизм. Свобода и освобождение — это бесконечные задачи»). На итальянском языке эссе было впервые опубликовано в 1997 году в миланском издательстве Bompiani в составе сборника «Cinque scritti morali» (с итал. — «Пять эссе на тему этики»), а в 2018 году была переиздана отдельной брошюрой созданным Умберто Эко совместно с несколькими другими авторами издательством La nave di Teseo. На русском языке работа была впервые опубликована в 2000 году в составе сборника «Пять эссе на темы этики» в переводе Елены Костюкович, после чего неоднократно переиздавалась.

## Сюжет
В своём эссе Умберто Эко пытается определить, что же такое фашизм и каковы его черты и природа. В отличие от нацизма — его разновидности, идеология которого достаточно подробно сформулирована в книге «Майн Кампф» Адольфа Гитлера, определение фашизма остаётся достаточно неясным, а потому по-разному трактуемым. В частности, даже общепризнанный создатель термина «фашизм» Бенито Муссолини, по мнению Эко, так и не смог сформулировать основные признаки своего творения. Пытаясь заполнить этот пробел, Эко выделяет 14 признаков, которыми, по его мнению, характеризуется фашизм.

### 14 признаков фашизма
1. Культ традиции; культурный синкретизм, подразумевающий пренебрежение к противоречиям в содержащих высшую истину древних откровениях.
2. Неприятие модернизма, иррационализм. В пример приводится противопоставление «крови и почвы» «дегенеративному искусству» в нацистской Германии.
3. Культ «действия ради действия», недоверие к интеллектуальному.
4. Неприятие скептицизма: сомнение трактуется как предательство.
5. Ксенофобия, расизм.
6. Буржуазность, опора на средний класс.
7. Национализм; одержимость теориями заговора, культивация чувства нахождения в осаде.
8. Враг изображается как крайне мощный, чтобы последователи чувствовали себя униженными, и в то же время достаточно слабый, чтобы его можно было одолеть.
9. Жизнь понимается как непрерывная война, а пацифизм — как сотрудничество с врагом.
10. Элитаризм, презрение к слабым.
11. Культ героизма и культ смерти.
12. Мачизм, сексизм, неприятие нестандартного сексуального поведения.
13. «Избирательный популизм»: индивидуумы воспринимаются не иначе как единый монолитный Народ, чью волю выражает верховный лидер. Неприятие парламентаризма.
14. Использование новояза.

## Критика и использование
Эссе Умберто Эко многократно рассматривалось критиками и исследователями и использовалось публицистами в разных странах, в частности:
Автор одного из старейших издающихся итальянских журналов La civiltà cattolica Энрико Павенти отмечает в своей рецензии:
Нужно заметить, что идеология фашизма была создана из смеси элементов различного происхождения […] Термин «фашизм» использовался в самых разных контекстах, фашистский режим может не содержать одного или нескольких элементов, но он будет всегда узнаваемым.
Лауреат Пулитцеровской премии Митико Какутани, рассматривая риторику Дональда Трампа и пытаясь определить причины её успешности, использует эссе Умберто Эко в качестве источника и находит много общего у Трампа и упоминавшегося Эко Муссолини. Аналогичным образом использует эссе бразильский исследователь Армандо Бойто младший, рассматривая правление бразильского коллеги Трампа — президента Жаира Болсонару.
Российский писатель и публицист Дмитрий Быков, полемизируя с теми, кто приравнивает коммунизм к фашизму, на примере пришедшего от футуризма к коммунизму Маяковского и пришедшего к фашизму Маринетти, ссылается на эссе Умберто Эко и выражает мнение некорректности такого тождества.
Доктор физико-математических и биологических наук, доктор Валерий Еськов с коллегами по Сургутскому государственному университету в 2016 году написали объёмистую работу, стремясь доказать актуальность выводов Эко не только применительно к Италии и Германии 1930-х годов, но и применительно к современной Европе и США.
В некрологе Умберто Эко в российском издании «Читаем вместе» эссе поставлено в ряду самых важных его сочинений.
Выделенные Умберто Эко признаки фашизма иногда используются при описании современного российского политического режима.